# القرن 17 ق م
.

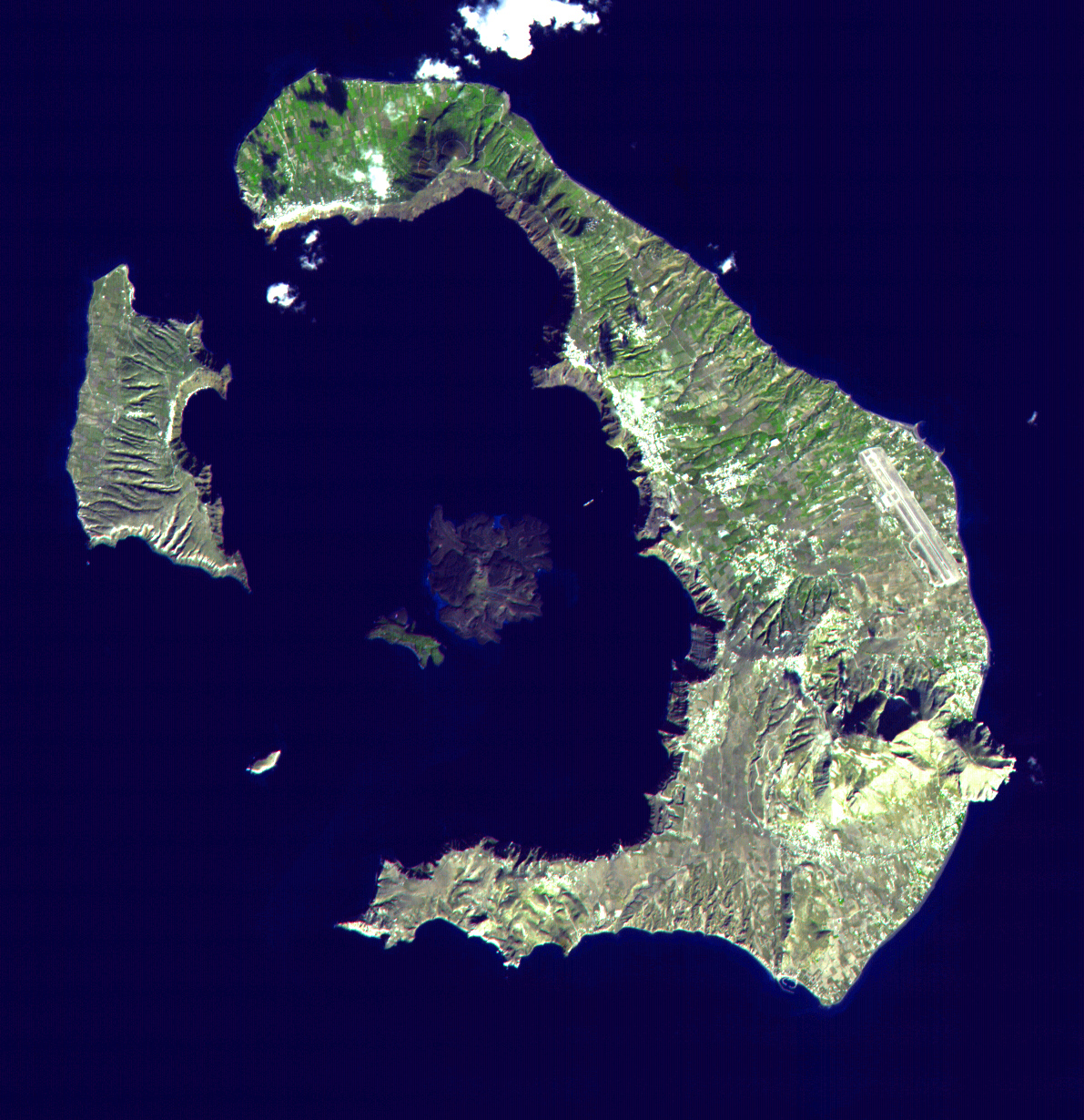
صورة بالقمر الصناعي بجزيرة ثيرا حيث موقع الحضارة المينوسية القديمة

قرن 17 ق.م هو القرن الذي امتد من 1700 ق.م إلى 1601 ق.م.